# Championnats du monde d'aviron 2025
Navigation
St. Catharines 2024 Ámsterdam 2026
Les Championnats du monde d'aviron 2025, se déroulent du 21 au 28 septembre 2025 à Shanghai, en Chine. Il s’agit de la cinquante-troisième édition de ce championnat.
C'est la première fois que la Chine accueille un championnats du monde d'aviron après avoir dû renoncer à l'organisation des Mondiaux en 2021 en raison de la pandémie de Covid-19 ; la compétition a lieu au centre de sports nautiques de Shanghai situé sur la Suzhou (rivière).

## Présentation
Les Championnats du monde d'aviron seniors ont lieu chaque année à la fin de la saison internationale d'aviron et les champions du monde sont couronnés dans 12 classes de bateaux olympiques - six pour les hommes et six pour les femmes, ainsi que quatre classes de bateaux internationales pour les rameurs légers (ces classes ne seront plus présent du programme LA 2028 ). Les classes poids légers en quatre de couple (LM4x) et Deux de pointe(LM2−) sont supprimées (il n'y avait de toute façon que peu de concurrents).
À noter l'introduction d'une embarcation mixte en huit barré (Mix8+).
Les para-avirons concourent dans cinq classes d'embarcations.
Par ailleurs, la fédération internationale à choisi lors de son congrès de supprimer dorénavant le système des courses de repêchages pour « rendre les événements plus dynamiques et attrayants pour les diffuseurs, les spectateurs et les amateurs d'aviron du monde entier ». 

## Résultats
- Catégories non-olympiques (ou paralympiques)

### Hommes
| Épreuves                         | Or | Or | Argent | Argent | Bronze | Bronze |
| -------------------------------- | -- | -- | ------ | ------ | ------ | ------ |
| Skiff M1x                        |    |    |        |        |        |        |
| Deux de couple M2x               |    |    |        |        |        |        |
| Quatre de couple M4x             |    |    |        |        |        |        |
| Deux de pointe M2−               |    |    |        |        |        |        |
| Quatre de pointe M4−             |    |    |        |        |        |        |
| Huit M8+                         |    |    |        |        |        |        |
| Skiff poids légers LM1x          |    |    |        |        |        |        |
| Deux de couple poids légers LM2x |    |    |        |        |        |        |

### Femmes
| Épreuves                         | Or | Or | Argent | Argent | Bronze | Bronze |
| -------------------------------- | -- | -- | ------ | ------ | ------ | ------ |
| Skiff W1x                        |    |    |        |        |        |        |
| Deux de couple W2x               |    |    |        |        |        |        |
| Quatre de couple W4x             |    |    |        |        |        |        |
| Deux de pointe W2−               |    |    |        |        |        |        |
| Quatre de pointe W4−             |    |    |        |        |        |        |
| Huit W8+                         |    |    |        |        |        |        |
| Skiff poids légers LW1x          |    |    |        |        |        |        |
| Deux de couple poids légers LW2x |    |    |        |        |        |        |

### Mixte
| Épreuves   | Or | Or | Argent | Argent | Bronze | Bronze |
| ---------- | -- | -- | ------ | ------ | ------ | ------ |
| Huit Mix8+ |    |    |        |        |        |        |

### Para-canoë

#### Hommes
| Épreuves | Or | Or | Argent | Argent | Bronze | Bronze |
| -------- | -- | -- | ------ | ------ | ------ | ------ |
| PR1 H1x  |    |    |        |        |        |        |

#### Femmes
| Épreuves | Or | Or | Argent | Argent | Bronze | Bronze |
| -------- | -- | -- | ------ | ------ | ------ | ------ |
| PR1 F1x  |    |    |        |        |        |        |

#### Mixte
| Épreuves  | Or | Or | Argent | Argent | Bronze | Bronze |
| --------- | -- | -- | ------ | ------ | ------ | ------ |
| PR2 Mix2x |    |    |        |        |        |        |
| PR3 Mix2x |    |    |        |        |        |        |
| PR3 Mix4+ |    |    |        |        |        |        |